# Manoelova utrdba
Manoelova utrdba (malteško Forti Manoel ali Fortizza Manoel) je zvezdasta utrdba na Manoelovem otoku v Gżiri na Malti. Zgrajena je bila v 18. stoletju po naročilu reda svetega Janeza, ko je vladal veliki mojster António Manoel de Vilhena, po katerem je imenovana. Britanska vojska jo je prevzela leta 1800 in jo uporabljala do leta 1964. Utrdba je bila močno poškodovana v drugi svetovni vojni, vendar je bila obnovljena in je zdaj v dobrem stanju.
Utrdba je severozahodno od Vallette in nadzira pristanišče Marsamxett in sidrišče Sliema Creek. Utrdba je baročna arhitektura in je zasnovana z vidika uporabnosti in estetike.
Že od leta 1998 je na seznamu Unescove svetovne dediščine kot viteška utrdba okoli pristanišč Malte (Knights' Fortifications around the Harbours of Malta). 

## Zgodovina

### Ozadje in neuspeli predlogi
V 16. stoletju je bilo pristanišče Marsamxett eno od dveh glavnih pristanišč v mestu Valletta. V središču pristanišča je bil otok Isolotto, zdaj znan kot Manoelov otok, imenuje se po utrdbi, ki gleda na mesto. Kmalu po dograditvi Vallette je red svetega Janeza spoznal, da je to ranljiva točka mestne obrambe. Že leta 1569 je bilo predlagano, da se na otoku (Isolotto) zgradi majhna utrdba s kavalirjem, da se prepreči, da bi sovražnik zavzel otok in zgradil na njem baterije. Grožnjo sta ponovno obudila španski vojaški inženir Scipione Campi leta 1577 in Giovanni Battista leta 1582.
Naslednji predlog za gradnjo utrdbe na otoku je leta 1670 pripravil italijanski vojaški inženir Antonio Maurizio Valperga. Predlagal je približno šestkotno utrdbo z izpostavljenim zaščitnim delom (reduta) v nizozemskem slogu. Predlog so kritizirali inženirji viteškega reda. Tretji predlog pa je pripravil flamski vojaški inženir Carlos de Grunenbergh leta 1687. Predlagal je utrdbo s štirimi bastijoni in revelinom, obkroženo z jarkom, prikrito potjo in obrambno steno zunaj glavnih zidov utrdbe.
Drugi predlogi so bili pripravljeni leta 1715, dala sta jih vitez René Jacob de Tigné in skupina francoskih inženirjev. Bilo je več različnih načrtov, tudi gradnja obalnih baterij in izpostavljen zaščitni del. Drugi načrti so vključevali gradnjo trdnjave s štirimi utrdbami ali združevanje vseh treh (utrdba, baterija in reduta) za obrambo otoka. 

### Konstrukcija
Leta 1723 je bil usklajen končni načrt po predlogu Reneja Jacoba de Tignéja in Charlesa Françoisa de Mondiona, vojaškega inženirja reda. Nova utrdba je bila kvadratna s štirimi bastijoni in dvema kavalirjema. Utrdbo je financiral António Manoel de Vilhena in so jo po njem tudi poimenovali. Prav tako je ustanovil Manoelov sklad, ki je skrbel za vzdrževanje, garnizon in njegove izpostave.
Prvi kamen je postavil de Vilhena 14. septembra 1723 in delo je hitro napredovalo. Do leta 1727 so bili končani glavno obrambno zidovje utrdbe, kavalirji in prehodi. Jarek je bil izkopan do leta 1732, kapela, vojašnice, skladišča in protinapadni sistem pa okrog leta 1733. Do leta 1734 je bila utrdba dejavna vojaška ustanova. Ko je Mondion umrl leta 1733, je bil pokopan v kripti pod kapelo. 
Leta 1757 je bila na polotoku Tigné Point v Sliemi zgrajena topniška baterija Lembi. Financiral jo je Manoelov sklad in je bila del Manoelove utrdbe, ker je bila namenjena preprečevanju sovražnika, da bi bombardiral severni breg utrdbe. Razstavljena je bila po gradnji Tignéjeve utrdbe leta 1795. Gradnjo slednje je delno financiral Manoelov sklad. 
Do leta 1761 so utrdbo šteli za eno najboljših celovitih utrdb, Comte de Bourlamaque pa je razkril, da je bila utrdba narejena z veliko skrbjo (modèle de fortification fait avec soin). 

### Francoska zasedba
Utrdba je bila prvič uporabljena med francoskim vpadom na Malto junija 1798 v obdobju francoskih revolucionarnih vojn. V tistem času je utrdbi poveljeval portugalski vitez Gourgeau z garnizonom prostovoljnih divjih lovcev (Cacciatori) lahkega pehotnega polka  in z nekaj moškimi birkirkarske milice. Predali so se, ko je veliki mojster Hompesch trdnjavo uradno predal Napoleonu.
12. junija je prevzel utrdbo francoski garnizon z nekaj sto vojaki. Med naslednjo malteško vstajo in uporom proti Francozom so malteški uporniki v San Ġwannu zgradili topniški bateriji Għargħar in Sqaq Cappara, da bi bombardirali trdnjavo. Maltežani so jo večkrat napadli, Francozi pa so vsaj enkrat napadali svoje lastne položaje. 12. septembra 1799 so francoski vojaki iz utrdbe poskušali utišati uporniško strelno orožje v San Ġwannu, vendar so malteški uporniki odbili napad. 

### Britanska vladavina
Ko je Malta leta 1800 postala britanski protektorat, je septembra istega leta utrdbo uradno prevzela britanska vojska. V poznem 19. stoletju so bili odstranjeni vogalni stolpiči na bastijonih, ki gledajo na Valletto, da bi se lahko izognili topovom. Kasneje so bile narejene spremembe na bastijonu svetega Antona, ko je bilo porušeno skladišče streliva, da bi pridobili prostor za tri topove tipa QF 12-pounder 12 cwt naval gun.
Britanska vojska je leta 1906 končno razgradila topove, čeprav je ostala vojaška enota. Utrdba je bila leta 1925 vpisana na seznam starin.  Med drugo svetovno vojno so jo ponovno uporabili, ko je bila tam razporejena baterija 3,7-inčnih težkih protiletalskih topov. Orožje je bilo nameščeno v betonskih bunkerjih in razporejeno v polkrogu v utrdbi in okoli nje. Zaradi letalskih napadov so bili poškodovani obzidje, vojašnica in kapela. Utrdba je bila opuščena do leta 1964. 

### Nedavna zgodovina
Po zaprtju je bila zapuščena in je ostala pozabljena. Deli so bili uničeni zaradi vandalov.  Leta 1970 je Kraljevski jadralski klub Malte dobil del utrdbe kot svojo klubsko hišo in ostal v njej do leta 2008, ko je dobil nove prostore v Ta 'Xbiexu. 
Avgusta 2001 je razvojno podjetje MIDI začelo obnavljati trdnjavo. Prva faza projekta, ki je vključevala obnovo trga in rekonstrukcijo porušene kapele, je bila končana leta 2009. Drugo fazo, vključno z obnovo zunanjih utrdb in glasij, je odobril malteški urad za okolje in načrtovanje leta 2012.  Obnovitev utrdbe skupaj z bližnjo Tignéjevo je stala 30 milijonov evrov. 

## Opis
Manoelova utrdba je zgrajena v obliki kvadrata s pentagonalnim bastijonom na vsakem vogalu, ki ji daje obliko zvezde. Štirje bastijoni se imenujejo sveta Helena, sveti Anton, sveti Janez in Naša gospa.
Prva dva sta na morski strani in nasproti Vallette. Prvotno sta imela vogalne stolpiče in skladišča smodnika, vendar so bili stolpiči v 19. stoletju razstavljeni na obeh bastijonih in skladišče na svetem Antonu porušeno, da bi lahko namestili tri nove topove. Skladišče na bastijonu svete Helene je še nedotaknjeno.  Kurtina, ki povezuje ta dva bastijona, ima glavna vrata, ki jih varuje  luneta, imenovana Couvre Porte. 
Bastijona sveti Janez in Naše gospe sta vzdolž kopenske strani utrdbe. Vsak bastijon je zaščiten z nizkim kavalirjem. Zaščitna stena med bastijonoma je nadalje zaščitena s peterokotnim revelinom, ki je večinoma iz rezanega kamna. 
Znotraj utrdbe je trg, na njem so obnovljena kapelica svetega Antona Padovanskega, nekaj zgradb vojašnice, orožarna in druge zgradbe. Kip velikega mojstra Vilhene, ki je nekoč stal na trgu, je bil odstranjen v 19. stoletju in preseljen v Valletto. Kasneje so ga ponovno preselili in je zdaj v Floriani. 

## Zgodba o duhu
Trdnjavo je najverjetneje preganjal črni vitez z oklepom in regalijami reda svetega Janeza, podoben pa je bil velikemu mojstru de Vilheni. V 40. letih 20. stoletja se je vitez začel pojavljati iz zraka v bližini ruševin kapele svetega Antona Padovanskega, ki so jo bombardirali v drugi svetovni vojni. Videli naj bi ga malteški in angleški moški v utrdbi. Ko so ruševine iz uničene kapele začeli obnavljati, so delavci poročali, da je vitez nadziral njihovo delo. Ko je bila odprta kripta pod kapelo, so ugotovili, da je bila izropana, ostanki vitezov, ki so bili tam pokopani, pa raztreseni. Po obnovi grobnice in pokopu kosti se je črni vitez ustavil. Leta 1980 je bilo že drugič vlomljeno v kripto in črni vitez se je začel ponovno pojavljati. 

## Popularna kultura
- Manoelova utrdba je omenjena v domišljijski knjigi, ki je izšla leta 2007,  Il-Misteru tal-Forti Manoel (Skrivnost Manoelove utrdbe), ki jo je napisal Charles Zarba.
- Utrdba je kraj streljanja v razburljivi sceni v Baelorju, deveti epizodi TV-serije Igra prestolov iz leta 2011. [24]
- Utrdba je bila uporabljena tudi pri snemanju filmov Vstajenje in Asasinov nazor leta 2016 [25].
- Utrdba je vidna tudi v filmu iz leta 2016: 13 ur: Skrivni vojaki Bengazija.